# Cerimônia de abertura dos Jogos Olímpicos de Inverno de 2010

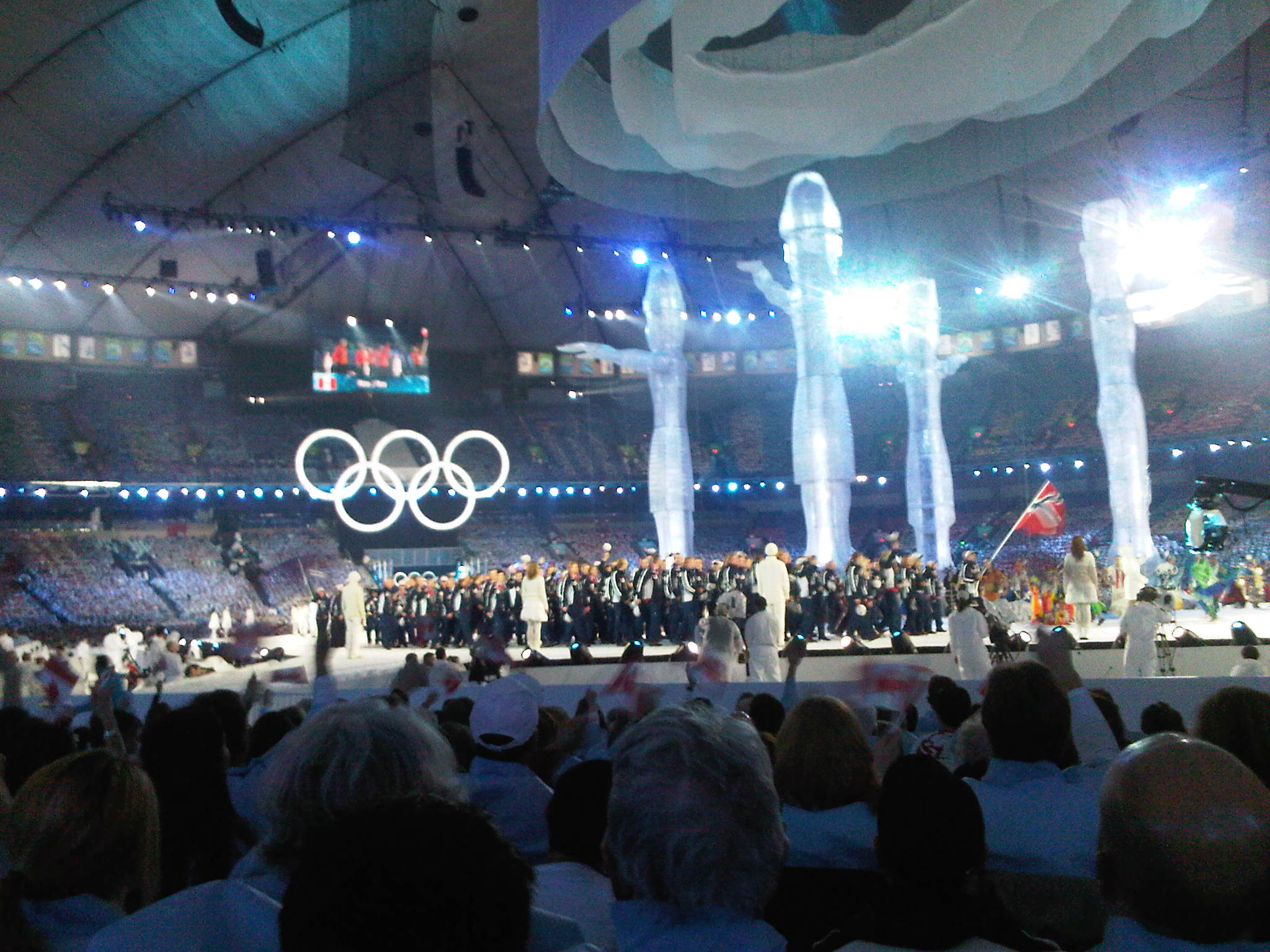
O estádio BC Place durante a cerimônia de abertura.

A cerimônia de abertura dos Jogos Olímpicos de Inverno de 2010 aconteceu em 12 de fevereiro de 2010 (sexta-feira) às 18h00 (UTC-8), no estádio BC Place. A cerimônia foi dirigida pelo australiano David Atkins, também responsável pela Cerimônia de encerramento.
O evento foi oficialmente aberto pela Governadora-geral do Canadá, Michaëlle Jean, representante da Rainha Elizabeth II, Rainha do Canadá. A cerimônia de abertura foi dedicada ao luger Nodar Kumaritashvili, atleta georgiano que morreu após se acidentar na pista de luge em Whistler.

## Produção
O diretor de produção foi David Atkins, que também dirigiu as cerimônias das Olimpíadas de 2000 e dos Jogos Asiáticos de 2006. O financiamento do evento veio do Departamento Patrimonial Canadense e arrecadou 20 milhões em dólares canadenses. A maioria das músicas instrumentais da cerimônia de abertura foram compostas por Dave Pierce e Gavin Greenaway. Atkins também produziu a cerimônia de encerramento dos Jogos Olímpicos de Inverno de 2010.
Esta também foi a primeira cerimônia de abertura realizada em estádio coberto.

## Evento

### Dedicação
Às 5:59 (UTC-8), o sistema de auto-falantes do estádio anunciou que a cerimônia seria dedicada à morte de Nodar Kumaritashvili, atleta da Geórgia. Nodar treinava na pista de luge em Whistler, quando sofreu um acidente com seu trenó, que o atirou contra um poste de aço, a uma velocidade de 143,3 quilômetros por hora.

### Boas vindas
A primeira sessão de boas-vindas começou com telas de vídeos gigantes mostrando o snowboarder Johnny Lyall descendo um declive em forma de montanha, iluminado por lanternas que formaram um desenho representativo da folha de bordo, símbolo nacional representado na bandeira canadense, ao mesmo tempo em que estavam sendo narrados as datas e os locais dos Jogos Olímpicos de Inverno anteriores. A seção foi concluída com Lyall saltando entre os anéis olímpicos, rompendo com finas camadas de gelo e neve que havia nelas, saudando o público em seguida.
Após a performance de Lyal, foram tocadas dois hinos nacionais. O primeiro hino a ser tocado foi o God Save the Queen, hino nacional do Reino Unido e hino da Commonwealth. Em seguida, uma guarda de honra da Real Polícia Montada do Canadá, composta por nove agentes, marchou com a bandeira canadense até o mastro, onde foi entregue à guarda de honra das Forças Armadas do Canadá, para ser hasteada durante a performance do hino canadense. A cantora Nikki Yanofsky, de apenas 16 anos, interpretou o hino O Canada, cantando em inglês e em francês.

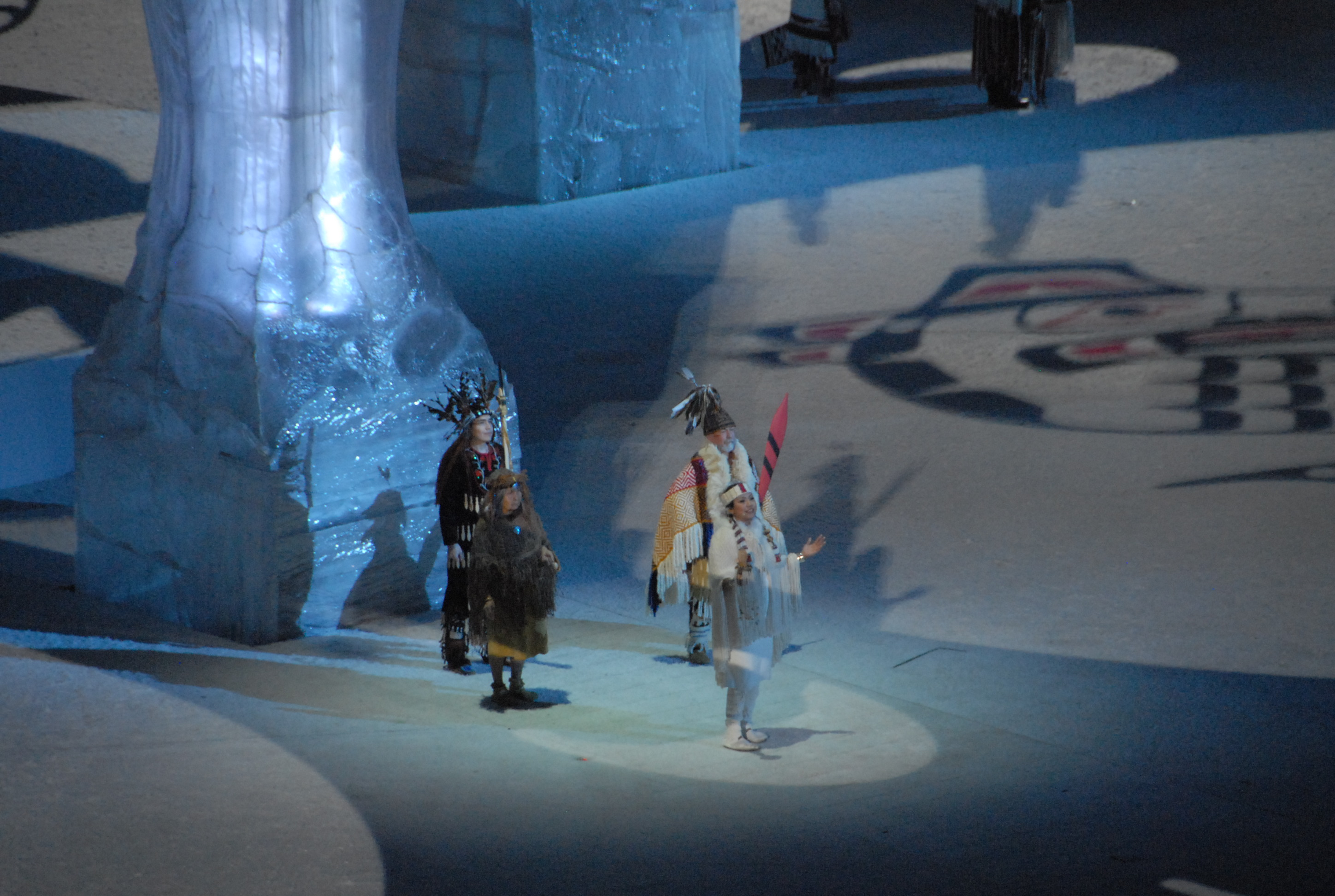
Uma das quatro saudações dos representantes das Primeiras Nações.

Em respeito aos povos nativos, os chefes das Primeiras Nações pertencentes ao território dos Jogos, como a nação Squamish, indígenas Musqueam, nação Lil'wat e a nação Tsleil-Waututh, foram reconhecidos com chefes de estado e sentaram-se atrás do primeiro-ministro canadense e da Governadora-geral. Quatro monumentos de boas-vindas foram erguidas no centro do estádio, e foram feitas saudações pelos membros das Primeiras Nações para o público, em suas respectivas línguas e também em inglês e francês. Os braços dos monumentos foram criados para serem um gesto tradicional de saudação para acolher os atletas e o mundo. Após a saudação, grupos de dança das principais sociedades indígenas do Canadá entraram em cena, incluindo povos inuítes e povos métis, assim como a ASL, os povos do noroeste, os povos das planícies, povos do leste e povos do ártico, que tomaram lugar ao redor dos monumentos, enquanto surgia um grande tambor da superfície, formando um círculo de saudação para o desfile das nações participantes.

### Desfile das delegações

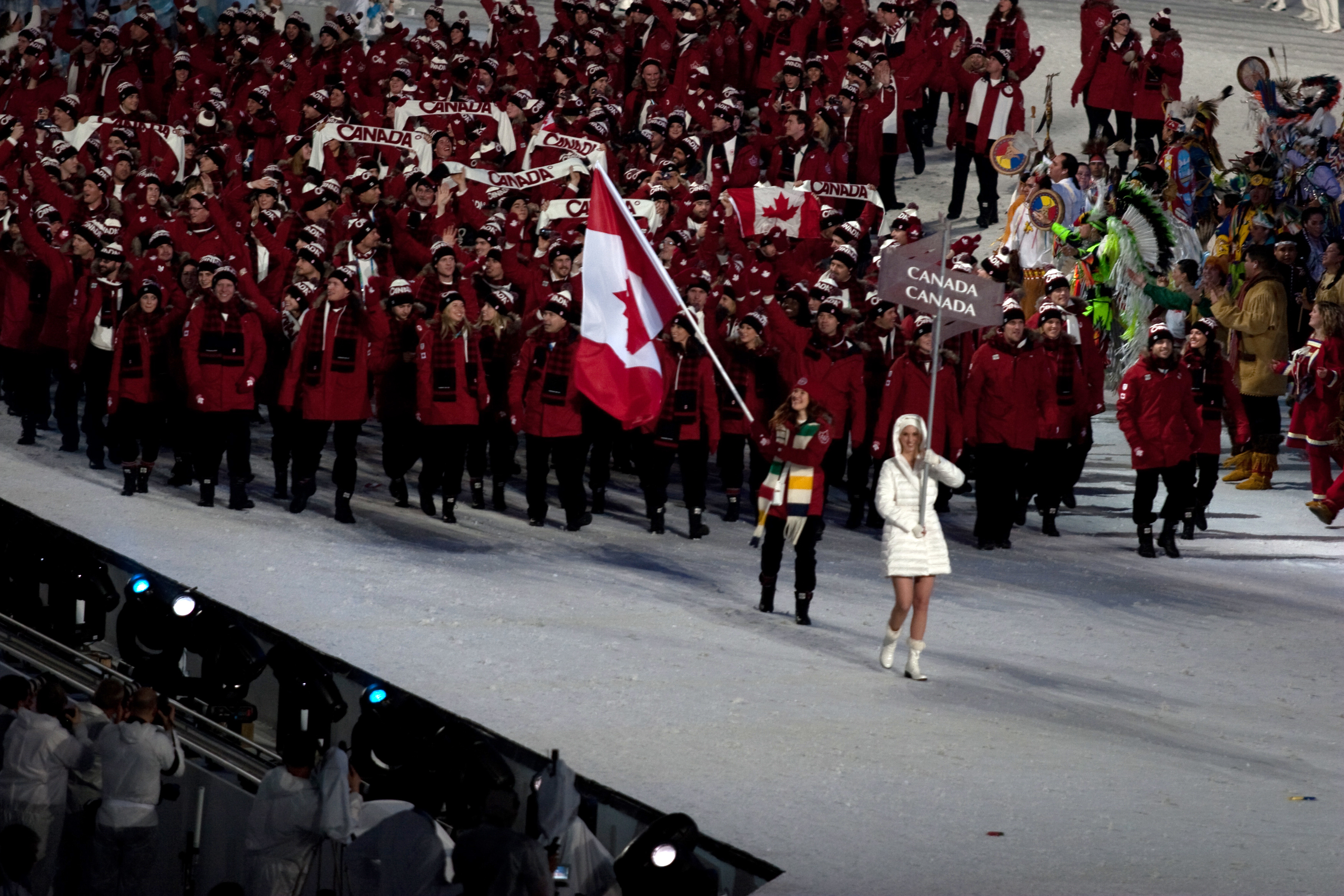
Entrada da delegação canadense no BC Place Stadium.

Todas as nações participaram do desfile, liderados pelos atletas da Grécia, por ser o país de origem dos Jogos Olímpicos Modernos. As nações seguintes desfilaram em ordem alfabética de acordo com os nomes em inglês, com exceção do Canadá, que como país-anfitrião foi o último a desfilar. Apesar de tanto o inglês e o francês serem idiomas oficiais do COI e também do Canadá, os nomes em inglês foram escolhidos, pois é a principal língua da cidade de Vancouver.
A delegação georgiana foi aplaudida pelo público em pé, pelo respeito ao atleta Nodar Kumaritashvili, que havia falecido em um acidente durante os treinos algumas horas antes. A equipe desfilou sozinha durante toda a sua procissão, e deixaram o estádio logo em seguida. Havia rumores de que os georgianos não participariam da cerimônia e talvez desistiriam dos Jogos, mas decidiram não fazê-lo. Os atletas usavam lenços e braçadeiras na cor preta para homenagear Kumaritashvili, e um lenço preto também foi preso à bandeira. A delegação australiana, em um ato de solidariedade, também decidiu desfilar com laços pretos para homenagear Kumaritashvili.
Após o desfile das delegações, Nelly Furtado e Bryan Adams subiram ao ao palco e cantaram a música "Bang the Drum", homenageando os atletas presentes. A letra foi composta especialmente para a ocasião e foi escrita por Adams e por Jim Vallance.

### Seção cultural
A seção cultural da cerimônia de abertura foi intitulado "A Paisagem de um Sonho", cujo objetivo era celebrar a diversidade geográfica e o povo canadense. A apresentação foi dirigida por David Atkins e a narração em inglês foi feita por Donald Sutherland, um dos portadores da bandeira olímpica. Foi caracterizado por diversas homenagens a diferentes regiões do Canadá.

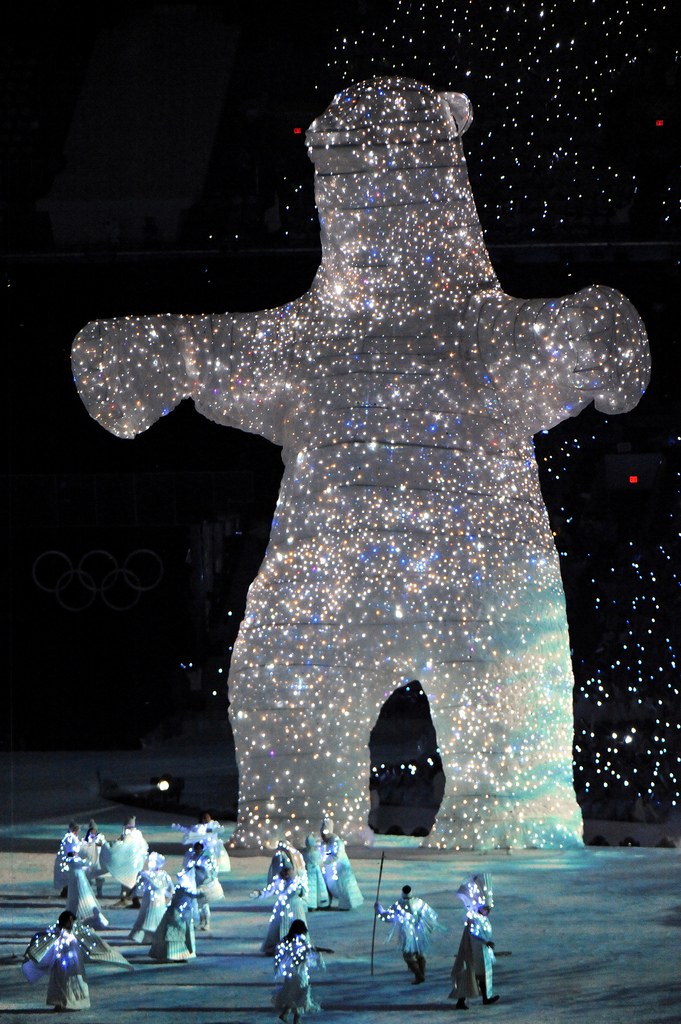
Boneco de um urso kermode

As primeiras homenagens foram feitas ao norte canadense. Foi apresentado um gigantesco urso da espécie kermode feito de espuma, que se levantou do chão e pairou sobre os artistas simulando um corpo d´água descongelando. Essa espécie de urso, também conhecido como "spirit bear", vive principalmente na Colúmbia Britânica e é uma subespécie do urso-negro. São conhecidos pela pelagem clara, apesar de não serem albinos e nem terem relação alguma com urso-polar.
A próxima região a ser homenageada foi as áreas de florestas canadense, habitadas por índios nativos. As apresentações foram divididads em três partes:
- Aberto com o levantamento dos monumentos da Costa Salish, simbolizando boas-vindas;
- Citação do texto "My Spirit Soars", por Dan George;
- Performance de Sarah McLachlan, nascida em Vancouver, cantando a música "Ordinary Miracle".[12]

Depois do norte e do interior canadense, foi a vez da região das Cataratas. Em respeito às tradições de fiddling do período da dominação francesa do Canadá, particularmente as províncias banhadas pelo Oceano Atlântico, começou com a aparição de um violinista com chifres em uma canoa voadora, fazendo referência ao Chasse-galerie, uma lenda canadense sobre um grupo de canoístas que foram condenados a viajarem de canoa para sempre. Enquanto a canoa descia do teto, a música "The Old Ways" estava sendo interpretada pela cantora Loreena McKennitt. O violinista Colin Maier duelou contra a sua própria sombra que apareceu em uma lua artificial. Nessa parte o estádio foi coberto por folhas de bordo vermelhas gigantes. Em seguida, um sapateador, Brock Jellison convoca um rio para cercar o palco principal.
Essa parte da cerimônia foi concluída por Ashley MacIsaac, que realizou uma dança tradicional do século XIX chamada "Devil in the Kitchen".
Os tributos às pradarias canadenses foram divididas em três partes:
- Citação do livro Quem viu o vento? por W. O. Mitchell;
- Música: "Both Sides, Now" por Joni Mitchell;
- Thomas Saulgrain (L'École nationale de cirque) realizaram o balé no fio da mosca.

A última região a ser lembrada foram as Montanhas Rochosas, em especial a Colúmbia Britânica. As homenagens foram divididas em várias partes distintas:

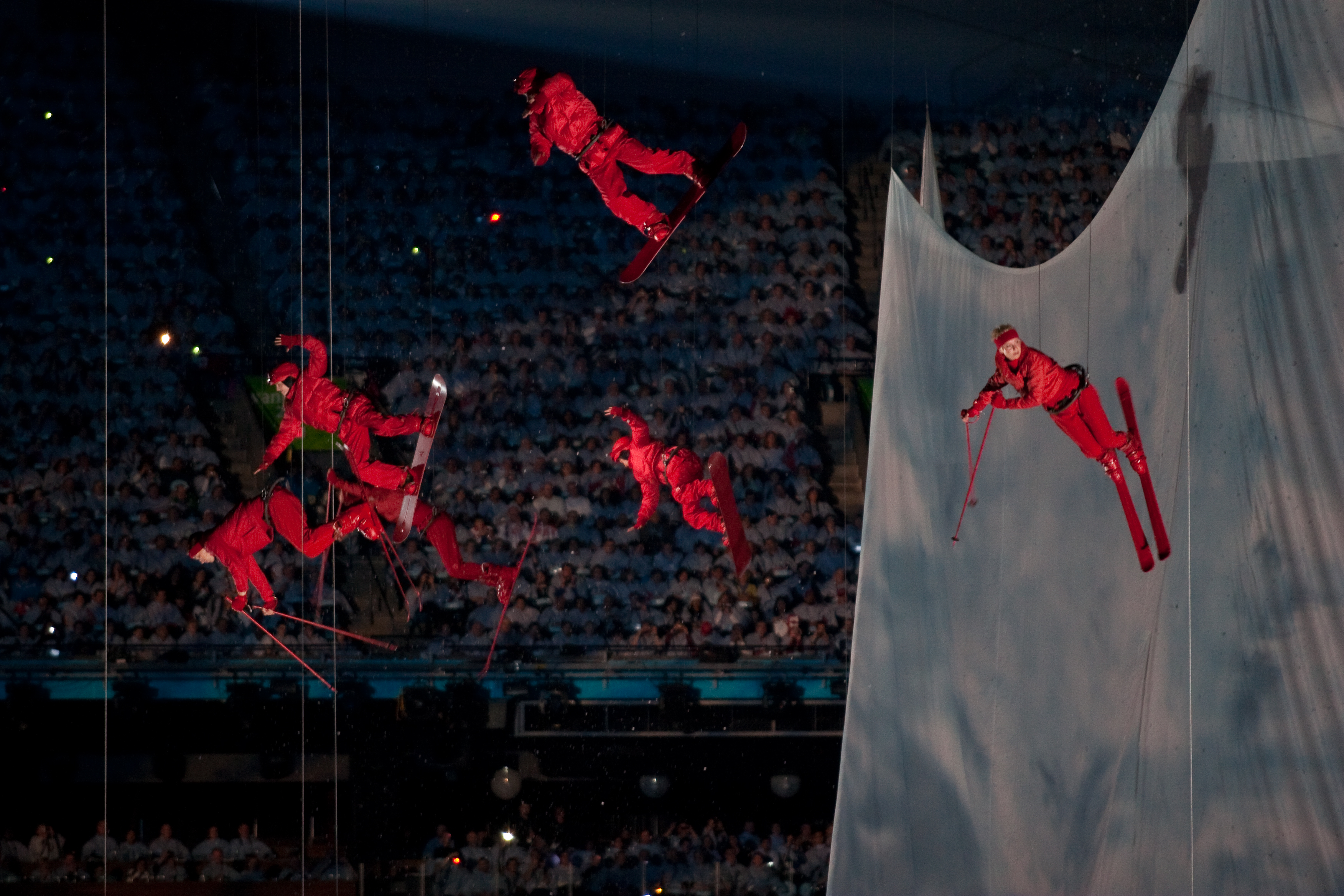
Esquiadores e snowboarders descendo a montanha

- Discurso original por George Vancouver, fundador da cidade
- Esquiadores e snowboarders pendurados em cabos simulam uma descida em uma montanha artificial.
- Imagens de esportes de inverno projetados na montanha.
- Patinadores inline representam patinadores de gelo enquanto circundam a montanha.
- As imagens de esportes projetadas na montanha se transformam em imagens panorâmicas de Vancouver.
- A montanha se transforma numa representação de Vancouver, e linhas coloridas de luz representam o trânsito intenso da cidade .

Ao final das apresentações, Shane Koyczan recitou a música "We Are More". (transcrição) em forma de poetry slam.
Durante a música, artistas se agruparam e fizeram uma formação semelhante a uma folha de bordo em torno de Koyczan com tochas vermelhas, fechando a seção.

### Discurso de abertura
O discurso de abertura começou com o presidente do COI, Jacques Rogge, que primeiramente ofereceu condolências pela morte do luger georgiano Nodar Kumaritashvili.  O presidente do Comitê Organizador, John Furlong, fez seu discurso de boas-vindas em seguida (transcrição). Uma declaração foi lida por Rogge, primeiramente em inglês e depois em francês.  Finalmente, Michaëlle Jean, Governadora-geral do Canadá, declarou os Jogos finalmente abertos, primeiro em francês e depois em inglês.
No fechamneto da seção, a cantora K. D. Lang, nascida em Edmonton, cantou a música "Hallelujah", na versão de Leonard Cohen. Enquanto cantava, pombas brancas, consideradas um símbolo da paz, foram projetadas acima do palco, e subiram ao teto por meio de colunas, simbolizando sua libertação.
O jogador de hóquei no gelo Bobby Orr; a cantora Anne Murray; o piloto Jacques Villeneuve; Betty Fox, mãe de Terry Fox; o ator Donald Sutherland; a patinadora Barbara Ann Scott; o comandante Roméo Dallaire; e a astronauta Julie Payette carregaram a Bandeira Olímpica. Eles levaram a bandeira até a guarda de honra da Guarda Montada Canadense, que hastearam a bandeira. a cantora de ópera Measha Brueggergosman cantou o Hino Olímpico, misturando inglês e francês.
Em seguida, foi executado um minuto de silêncio, em condolências à morte de Nodar Kumaritashvili. As bandeiras canadense e olímpica foram reduzidas ao meio-mastro.  Ao saber da morte de Nodar, a Câmara dos Comuns do Canadá ordenou que todas as bandeiras hasteadas na Colúmbia Britânica, incluindo àquelas que estavam na Vila Olímpica e em outras sedes esportivas, fossem hasteadas ao meio-pau, pedido atendido à meia-noite do dia 13 de fevereiro .
Após o minuto de silêncio, foram executados os juramentos olímpicos. A jogadora de hóquei no gelo Hayley Wickenheiser fez o juramento do atleta em nome de todos os competidores dos Jogos, discursando em inglês, enquanto que o juramento do árbitro foi feito por Michel Verrault, que discursou em francês.
Para fechar a sessão, o cantor Garou interpretou a música "Un peu plus haut, un peu plus loin" (em francês: "um pouco maior, um pouco mais"), escrito por Jean-Pierre Ferland.

### Acendimento da Pira Olímpica

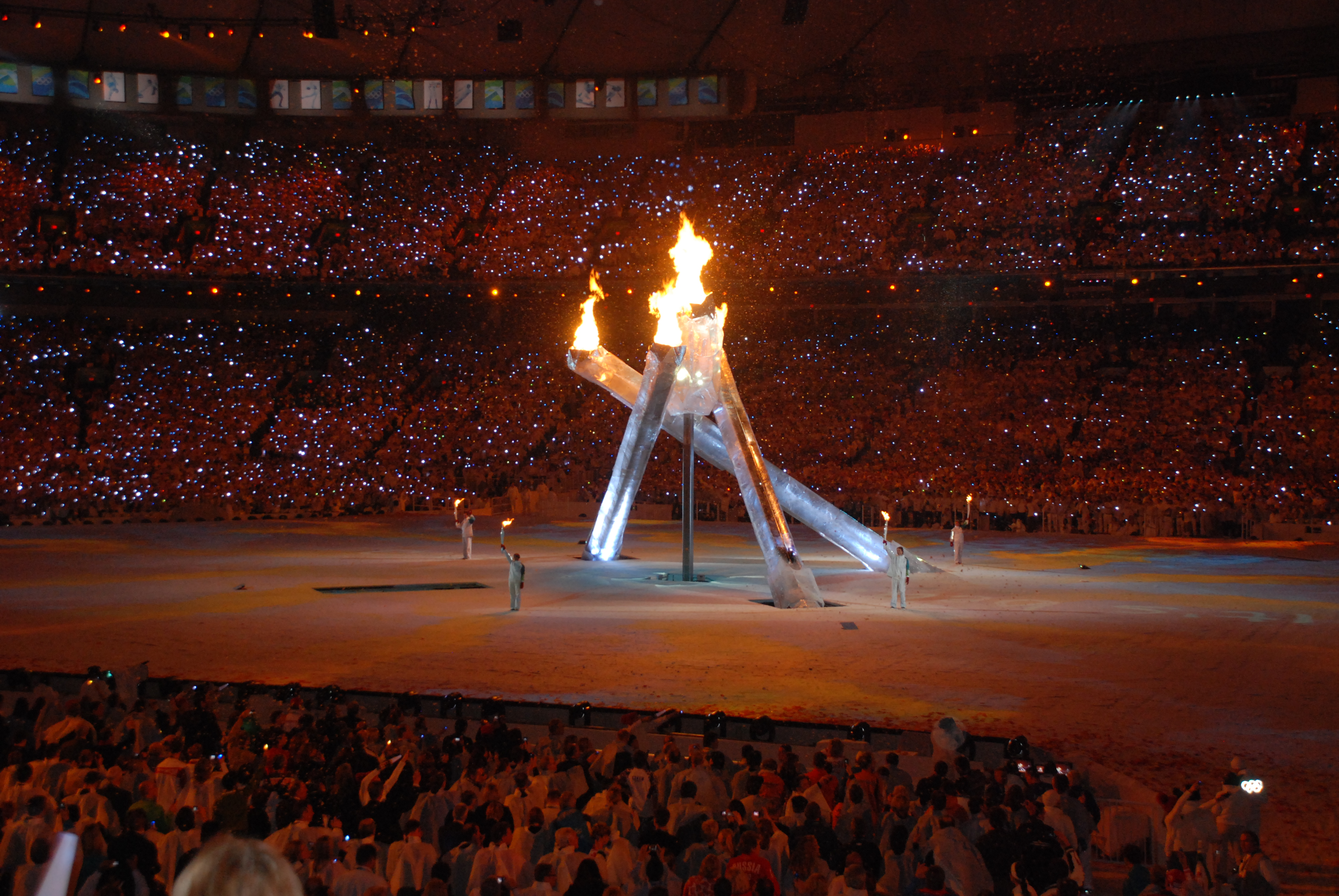
A Pira Olímpica interior

Rick Hansen, atleta paraplégico e medalhista paralímpico, carregou a chama olímpica e acendeu a tocha da patinadora Catriona Le May Doan, que por sua vez iluminou a tocha do jogador de basquete Steve Nash. Nash em seguida acendeu a tocha da esquiadora Nancy Greene que por último acendeu a tocha de Wayne Gretzky, jogador de hóquei.  Le May Doan, Nash, Greene, e Gretzky se encaminharam para os seus locais pré-determinados, enquanto esperavam o levantamento da Pira.
Devido a uma falha no sistema hidráulico, apenas três das quatro plataformas se ergueram. A plataforma designada a Le May Doan não funcionou, ficando de lado enquanto os outros três atletas acenderam a Pira ao mesmo tempo, tocando a base com as suas respectivas tochas. Após o acendimento da Pira interior, uma série de fogos de artifícios vermelhos foram disparados fora do estádio. Gretzky em seguida correu para fora do estádio, enquanto era escoltado pela polícia, para acender uma segunda Pira Olímpica, próxima ao Centro de Convenções de Vancouver, ao lado do estádio,na zona portuária. De acordo com as regras do COI,isso não poderia ter acontecido, já que a pira deve ser visualizada por toda a cidade. Entretanto,o fato da cerimônia ter sido realizada em local fechado,foi necessária a construção desta segunda Pira e a escolha de Gretzky foi feita secretamente tal como os outros acendedores pelo VANOC. Como a notícia tinha vazado horas antes da cerimônia, uma multidão de pessoas saíram às ruas e acompanharam Gretzky no caminho.
Durante a Cerimônia de encerramento dos Jogos Olímpicos de Inverno de 2010, este fato foi lembrado com uma homenagem. Com o reparo da quarta plataforma, finalmente foi dada chance para que Le May Doan tivesse acesso a Pira Olímpica.

## Trilha sonora

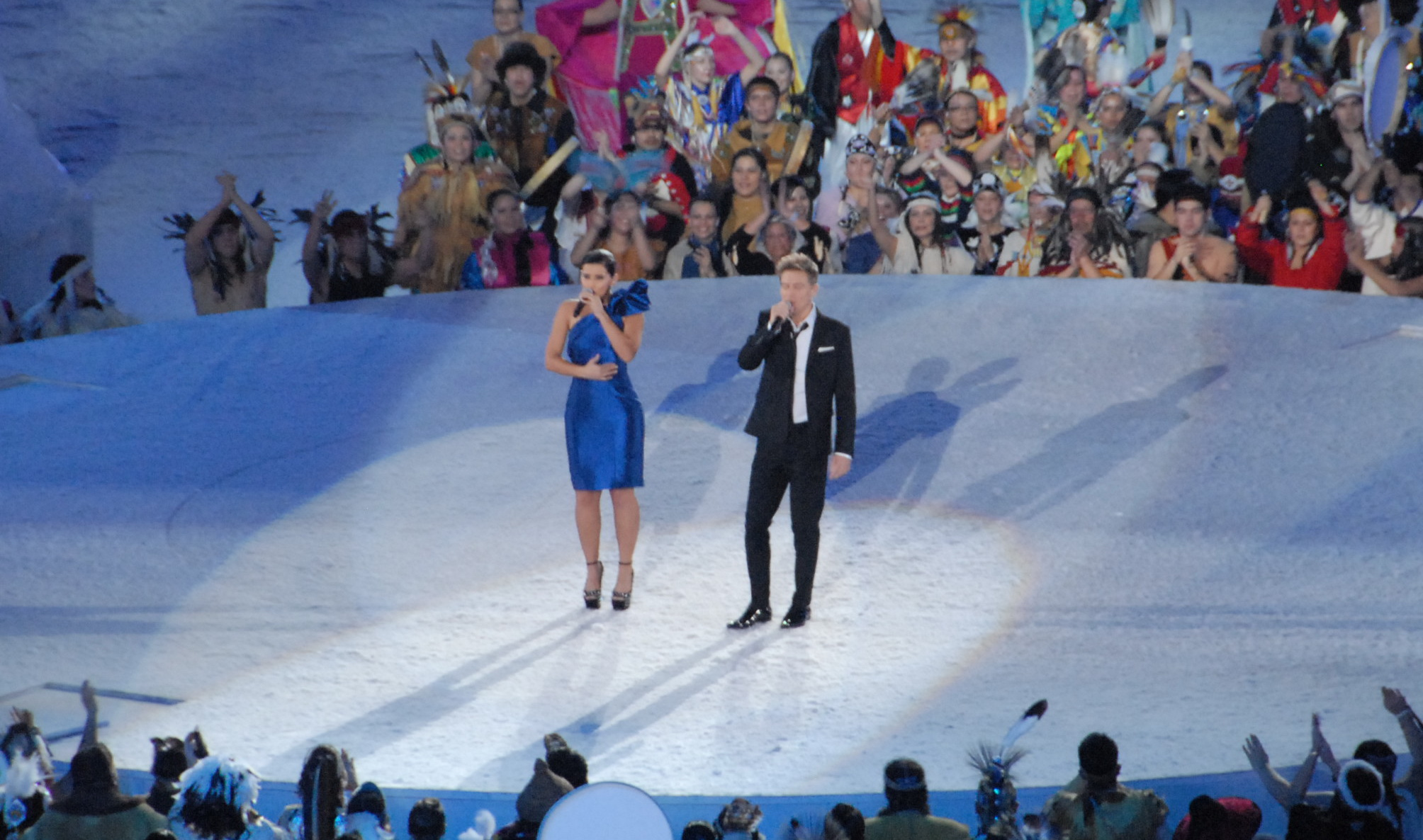
Nelly Furtado e Bryan Adams cantaram a música "Bang the Drum".

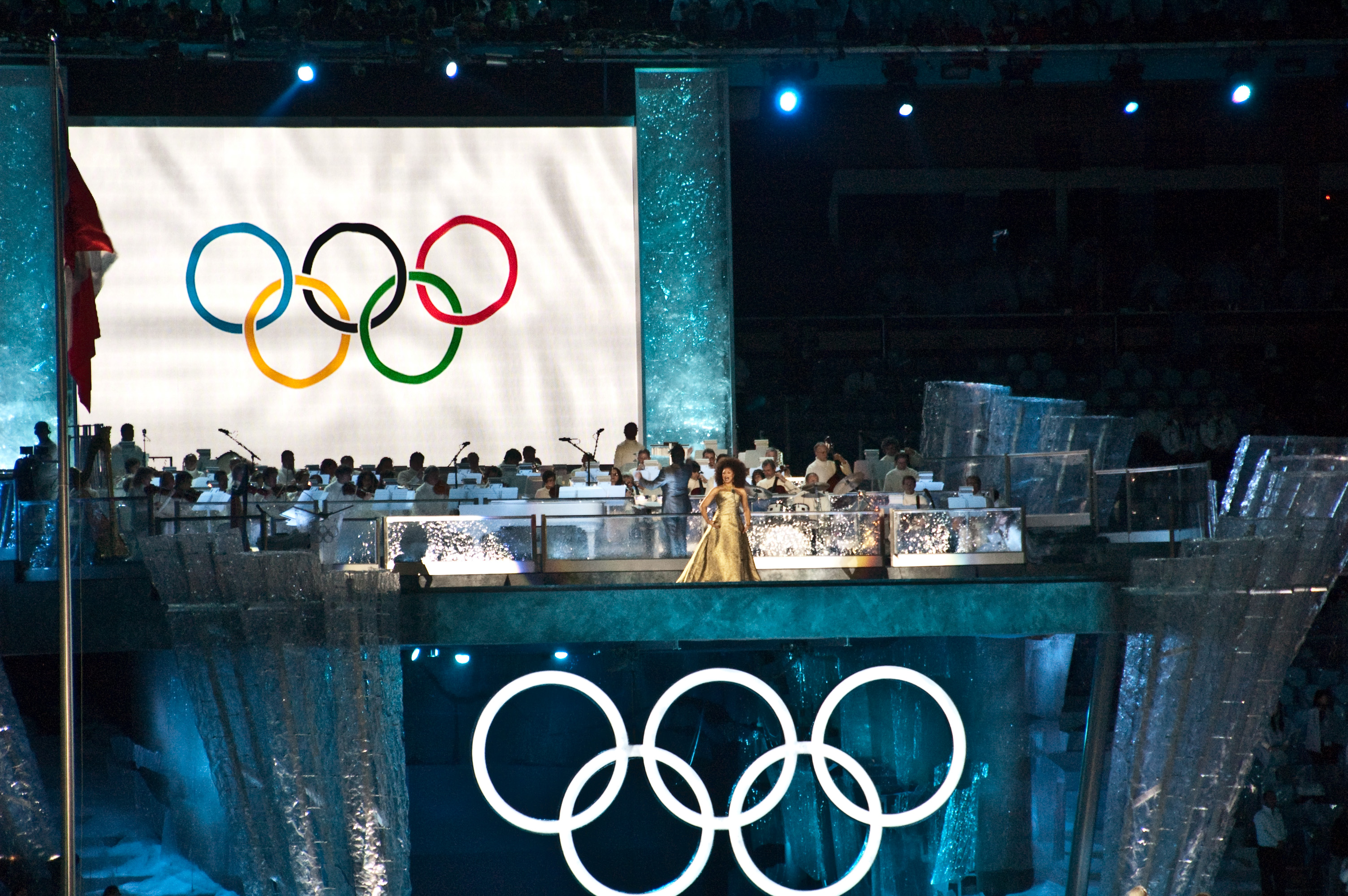
Brueggergosman cantou o Hino Olímpico

A trilha sonora, chamada de Sounds of Vancouver 2010: Opening Ceremony Commemorative Album (em francês:  Musique de Vancouver 2010 : L'album commémoratif de la cérémonie d'ouverture des Jeux) e em português:  "Sons de Vancouver 2010 : Álbum Comemorativo da Cerimônia de Abertura dos Jogos" foi lançada no iTunes Store em 12 de fevereiro de 2010, contendo músicas gravadas em estúdio que foram interpretadas durante a cerimônia.. Ficou na sexta posição na parada musical Canadian Albums Chart, e conseguiu vendas de mais de 50 mil cópias A canção interpretada pelo cantor Garou, "Un peu plus haut, un peu plus loin", também foi incluída na trilha sonora da cerimônia de encerramento. Na parada 2010, a trilha sonora atingiu o sexto lugar na Canadian Albums Chart e o segundo na Digital Albums Chart.
| N.º | Título                              | Artista                                                              | Duração |  |
| 1.  | "Fire on the Mountain"              | Orquestra dos Jogos Olímpicos de Inverno de 2010                     |         |  |
| 2.  | "Canadian Athletes"                 | Orquestra dos Jogos Olímpicos de Inverno de 2010                     | 1:58    |  |
| 3.  | "Bang the Drum"                     | Bryan Adams & Nelly Furtado                                          | 3:48    |  |
| 4.  | "O Canada"                          | Nikki Yanofsky                                                       | 3:21    |  |
| 5.  | "Aboriginal Welcome"                | Cantores e bateristas das 4 primeiras nações                         | 2:53    |  |
| 6.  | "Hymn to the North"                 | Orquestra dos Jogos Olímpicos de Inverno de 2010 & Donald Sutherland | 2:55    |  |
| 7.  | "Sacred Grove"                      | Orquestra dos Jogos Olímpicos de Inverno de 2010 & Donald Sutherland | 2:56    |  |
| 8.  | "Ordinary Miracle & Fantasy Ballet" | Sarah McLachlan                                                      | 6:32    |  |
| 9.  | "Rhythms of the Fall"               | Orquestra dos Jogos Olímpicos de Inverno de 2010                     | 6:19    |  |
| 10. | "Who Has Seen the Wind"             | Donald Sutherland                                                    | 0:54    |  |
| 11. | "Both Sides Now"                    | Joni Mitchell                                                        | 5:27    |  |
| 12. | "Storm"                             | Orquestra dos Jogos Olímpicos de Inverno de 2010                     | 1:54    |  |
| 13. | "Peaks of Endeavour"                | Orquestra dos Jogos Olímpicos de Inverno de 2010                     | 6:04    |  |
| 14. | "Raising of the Olympic Flag"       | Orquestra dos Jogos Olímpicos de Inverno de 2010                     | 2:55    |  |
| 15. | "We Are More"                       | Shane Koyczan                                                        | 2:06    |  |
| 16. | "Hino Olímpico"                     | Measha Brueggergosman                                                | 4:36    |  |
| 17. | "Parade of Athletes"                | Orquestra dos Jogos Olímpicos de Inverno de 2010                     | 3:15    |  |
| 18. | "The Olympic Flame"                 | Orquestra dos Jogos Olímpicos de Inverno de 2010                     | 6:43    |  |

## Dignitários e outras pessoas ilustres presentes
Entre os dignitários e outras pessoas ilustres presentes na cerimônia, estavam presidentes, reis e outros líderes, incluindo Leonard Andrew, Ernie Campbell, Bill Williams e Justin George, líderes das 4 Primeiras Nações do Canadá. Como uma homenagem aos povos nativos, eles foram reconhecidos como chefes de estado, e se sentaram atrás do primeiro-ministro canadense e da Governadora-geral.

## Audiência
O público estimado foi de 60.000 pessoas no BC Place. Participaram do evento também cerca de 4.500 artistas. O comitê organizador dos Jogos (VANOC) estima que a audiência mundial do evento tenha ultrapassado a marca de 1 bilhão de pessoas. O evento também foi transmitido por 11 emissoras em 11 idiomas diferentes, e também se tornou o evento televisivo com a maior audiência na história do Canadá, com uma média de 13.3 milhões de telespectadores, sendo que cerca de dois terços dos canadenses assistiram pelo menos três das cinco horas do evento. O evento também foi a segunda com o maior público nos Estados Unidos em Jogos de Inverno, atrás apenas da Cerimônia de Abertura dos Jogos Olímpicos de Inverno de 1994.

### Comentários da mídia
- O crítico de artes Richard Ouzounian, do jornal Toronto Star deu a cerimônia uma revisão negativa, dizendo que foi "um espetáculo imaginavelmente concebido e executado livremente, que prometeu muito e produziu pouco"[38]
- Charles McGrath, do The New York Times classificou o evento como "uma festa de véspera de Ano Novo, mas de bom gosto e comportado", e também que foi "autenticamente e descaradamente canadense".[39]
- Cleve Deenshaw, do jornal Times-Colonist descreveu a cerimônia como "comovente e memorável".[40]
- Paul Wells do diário canadense Maclean's avaliou como "às vezes imcompreensível, mas capaz de tocar os corações."[41]
- Também do Maclean's, a viagem de Wayne Gretzky em um caminhão pelas ruas de Vancouver foi descrito pelo escritor Scott Feschuk como sendo um "redneck passeando em um papamóvel".[42]
- Mark Sutcliffe, do Ottawa Citizen' considerou a ocasião como sendo "de bom gosto, mas sem brilho, bem comportado e, por vezes pensativo." Ele também lembrou que a cerimônia não retratou a sociedade urbana contemporânea canadense.[43]
- A interpretação do Hino Canadense por Nikki Yanofsky recebeu avaliações mistas.[44][45] Enquanto McGrath opinou que a atuação de Nikki foi "poderosa", Ouzounian argumentou  que foi "uma aliança desconfortável de pop e jazz".[38][39] Por outro lado, Wells e Alex Strachan tiveram uma reação positiva, com exceção apenas na falta de sincronia da música.[41][46] O músico Trevor Payne admitiu que houve erros nos arranjos e na interpretação do hino, mas também disse que Yanofsky possui uma qualidade vocal grande.[44]

### Bilingualismo e multiculturalismo
James Moore, o Ministro do Patrimônio Canadense, e o premier de Quebec, Jean Charest mostraram insatisfação quanto ao uso limitado do idioma francês durante a cerimônia. Graham Fraser, comissário das línguas oficiais, disse que teve a impressão de que o evento foi "desenvolvido e apresentado em inglês com uma canção de fundo francesa." O escritório de Fraser recebeu inúmeras denúncias sobre a cerimônia. O Comitê organizador respondeu que teve dificuldades em localizar cantores francófonos, mas havia vários disponíveis, incluindo a cantora Céline Dion.
Há críticas de que 41% dos residentes de Vancouver ficaram ausentes da cerimônia de abertura. O CEO do Comitê organizador, John Furlong pediu para que o VANOC resolvesse esta situação na cerimônia de encerramento.